# Communauté de communes du Mont d’Or et des Deux Lacs
Die Communauté de communes du Mont d’Or et des Deux Lacs war ein französischer Gemeindeverband mit der Rechtsform einer Communauté de communes im Département Doubs in der Region Bourgogne-Franche-Comté. Sie wurde am 21. Juni 1999 gegründet und umfasste 19 Gemeinden. Der Verwaltungssitz befand sich im Ort Les Hôpitaux-Vieux.

## Historische Entwicklung
Am 1. Januar 2017 wurde der Gemeindeverband mit der Communauté de communes des Hauts du Doubs zur neuen Communauté de communes des Lacs et Montagnes du Haut-Doubs fusioniert.

## Ehemalige Mitgliedsgemeinden
1. Fourcatier-et-Maison-Neuve
2. Les Fourgs
3. Les Grangettes
4. Les Hôpitaux-Neufs
5. Les Hôpitaux-Vieux
6. Jougne
7. Labergement-Sainte-Marie
8. Longevilles-Mont-d’Or
9. Malbuisson
10. Malpas
11. Métabief
12. Montperreux
13. Oye-et-Pallet
14. La Planée
15. Remoray-Boujeons
16. Rochejean
17. Saint-Antoine
18. Saint-Point-Lac
19. Touillon-et-Loutelet

## Geographie
Benannt wurde die Communauté de communes du Mont d’Or et des Deux Lacs nach dem Mont d’Or, einem Höhenzug des Juras und den beiden Seen Lac de Saint-Point und Lac de Remoray. Das Gebiet umfasst einen Teil des Hochjuras und grenzt im Osten und Süden an die Schweiz. Hauptsiedlungsgebiete sind die Täler des Doubs und des Bief Rouge (Bief = freigrafschaftlicher Dialekt, zu Deutsch „Bach“) am Nordfuß des Mont d’Or sowie die Ufer des Lac de Saint-Point. Die Siedlungen liegen auf Höhen zwischen 850 und 1000 Meter über dem Meeresspiegel. Im Süden wird das Gebiet von den bis 1460 m hohen Ketten des Faltenjuras mit dem Mont d’Or, dem Morond und der Montagne de l’Herba flankiert, während sich im Nordwesten die Ketten der Haute Joux (bis 1151 m) und der Montagne du Laveron (1112 m) erheben. Die Höhenzüge sind meist von Fichtenwäldern bestanden. Insbesondere auf dem Mont d’Or und im Bereich von Les Fourgs gibt es auch ausgedehntes Wies- und Weideland. In den Tälern herrscht Milchwirtschaft und Viehzucht vor. Die wichtigsten Wasserläufe sind der Doubs, seine Zuflüsse Bief Rouge, Drésine und Ruisseau de Fontaine Ronde sowie die nach Süden zur Orbe entwässernde Jougnena.

## Aufgaben
Zu den Aufgaben des Gemeindeverbandes gehören die Entwicklung und Förderung des Tourismus, die Schaffung von Arbeitsplätzen, die wirtschaftliche Entwicklung, die Müllabfuhr, die Trinkwasseraufbereitung und die Abwasserreinigung, die Förderung und Bereitstellung von kulturellen, sportlichen und freizeitlichen Angeboten, das Schulwesen auf Grundschulebene sowie die Verkehrsinfrastruktur.